# Terzo di Aquileia
Červinjan (furlansko Tierç di Aquilee, vzhodno-furlansko Tiars) je vas z 2.672 prebivalci (marec 2025) v italijanski deželi Furlanija - Julijska krajina na vhodu v Furlanski nižini.

## Prebivalstvo

### Jeziki
V Terzu prebivalci poleg italijanščine uporabljajo tudi furlanščino. V skladu z resolucijo št. 2680 z dne 3. avgusta 2001 Sveta avtonomne dežele Furlanije - Julijske krajine je občina vključena v ozemeljsko varstvo furlanskega jezika za namene uporabe zakona št. 482/99, deželnega zakona št. 15/96 in deželnega zakona št. 29/2007.
Furlanščina, ki se govori v Terzu, je ena od različic goriške furlanščine (vzhodne furlanščine).